# 이신성 (전한)
이신성(李信成, ? ~ ?)은 전한 중기의 관료로, 개국공신 이필의 후손이다.

## 행적
원수 5년(기원전 118년), 승상 이채가 경제의 제사에 쓰이는 토지를 몰래 쓴 죄로 죽었다. 태상 이신성은 책임을 물어 예신에 처하였고, 작위가 박탈되었다.
원정 4년(기원전 113년), 우내사에 임명되었다.

## 출전
- 사마천, 《사기》 권18 고조공신후자연표
- 반고, 《한서》 권19하 백관공경표 下

| 전임 주평 | 전한의 태상 기원전 119년 ~ 기원전 118년 | 후임 난분 |

| 전임 소종 | 전한의 우내사 기원전 113년 ~ 기원전 107년? | 후임 왕온서 |

| 선대 아버지 척조후 이하 | 전한의 척후 기원전 138년 ~ 기원전 117년 | 후대 (봉국 폐지) |